# ミュージック・ボンボン
『ミュージック・ボンボン』は、1979年4月15日から同年6月24日まで日本テレビ系列局で放送されていた音楽バラエティ番組である。読売テレビとオフィス・トゥー・ワンの共同製作。放送時間は毎週日曜 19:00 - 19:30 （日本標準時）。
親子を対象にした番組で、『びっくり日本新記録』が一旦終了してから再開するまでのつなぎ番組として放送されていた。テーマ曲は「フィーリング・ナウ」という番組オリジナルの曲。

## 出演者

### 司会
- 出門英

### レギュラー出演者
- 松崎しげる
- 高見知佳
- 原田潤
- 伊藤康臣
- 松村みゆき
- 上野郁己
- 有馬加奈子
- 古本新之輔
- 村上留美
- ジャPAニーズ
- ピラミッド（田原俊彦も参加したユニット）

## コーナー
ちびドラ劇場
原田潤をはじめとする子役スターがメインの、ドラマ仕立てコントのコーナー。テーマは「子どもが夢見た、おとなの世界」。ちなみに「ちびドラ」とは「ちびっこによるドラマ」の略である。
ダンシングロボット
テディ団振り付けによる、出演者全員によるロボット・ダンス。
ボンボン・パレード
ゲスト、出門、松崎、高見、原田による歌のオンパレード。